# Morris Possoni
Morris Possoni (Ponte San Pietro, Provincia de Bergamo, Lombardía, 1 de julio de 1984) es un ciclista italiano.

## Biografía
El ganador del Giro della Valle d'Aosta en 2005, Morris Possoni se convirtió en profesional en 2006 en el equipo Lampre. Hizo su primera hazaña notable en la Semana Internacional Coppi y Bartali de 2007. A lo largo de la carrera se encuentra al nivel de los mejores y termina quinto. En junio, su fuga junto con Rémy Di Gregorio durante la sexta etapa de la Dauphiné Libéré que, aunque no ganó la etapa, le valió para conseguir el segundo lugar en la clasificación de la montaña.
En 2008, Possoni dejó el Lampre por el Team HTC-Columbia. Estuvo cerca de conseguir su primera victoria como profesional en la cuarta etapa de la Vuelta al País Vasco de 2008, donde tras una larga escapada fue superado en la línea de meta por su compañero de equipo Kim Kirchen. Terminó segundo en la etapa. Possoni confirmó sus cualidades de escalador terminando 15.º del Tour de Romandía y sobre todo un noveno lugar en el difícil Giro de Lombardía a final de temporada. 
En 2010 fichó por el conjunto británico Sky Procycling donde estuvo 2 años para luego retornar al Lampre en 2012.

## Palmarés
2005
- Giro del Valle de Aosta, más 1 etapa
- Giro delle Valli Cuneesi nelle Alpi del Mare, más 1 etapa

## Resultados en Grandes Vueltas
| Carrera | Carrera         | 2006 | 2007 | 2008 | 2009 | 2010 | 2011 | 2012 |
| ------- | --------------- | ---- | ---- | ---- | ---- | ---- | ---- | ---- |
|         | Giro de Italia  | —    | —    | 44.º | 83.º | Ab.  | 79.º | —    |
|         | Tour de Francia | —    | —    | —    | —    | —    | —    | —    |
|         | Vuelta a España | —    | 88.º | —    | —    | —    | 80.º | Ab.  |

—: no participa
Ab.: abandono